# Drugs & the Internet
Drugs & the Internet è un singolo del cantante statunitense Lauv, pubblicato nel 2019 ed estratto dall'album How I'm Feeling.

## Tracce
- Download digitale

1. Drugs & the Internet – 2:58

## Video
Il videoclip della canzone è stato diretto da Jenna Marsh.

## Remix
Un remix del brano è stato pubblicato con la collaborazione del gruppo Chvrches.